# Vladimir Chuchelov
Vladimir Chuchelov (russisch Владимир Николаевич Чучелов / Wladimir Nikolajewitsch Tschutschelow; * 28. September 1969 in Moskau, Sowjetunion) ist ein belgischer Schachspieler und -trainer, der zunächst für die Sowjetunion und dann bis 1994 für Russland spielte.

## Werdegang
Das internationale Turnier in Cappelle-la-Grande konnte er zweimal gewinnen: 1994 gemeinsam mit Tony Miles, Hennadij Kusmin und Mark Hebden sowie 2011 gemeinsam mit Einar Gausel.
Chuchelov siegte oder belegte vordere Plätze in mehreren weiteren Turnieren: 1. Platz beim HSK Turnier in Hamburg (1991), 1. Platz beim Turnier in Gifhorn (1992), 1. Platz bei der belgischen Meisterschaft in Gent (2000) und 3. Platz bei der belgischen Meisterschaft in Charleroi (2001).
Seit 1995 trägt er den Großmeister-Titel. Chuchelov liegt hinter Wadym Malachatko auf dem zweiten Platz der belgischen Elo-Rangliste (Stand: Juli 2014).
Als Schachtrainer trainierte er zum Beispiel Fabiano Caruana, Robin van Kampen, Tania Sachdev, Lisa Schut und seit 2002 den deutschen Großmeister Georg Meier. Er trägt seit 2010 den Titel FIDE Senior Trainer.

## Vereine
In Belgien spielt Chuchelov beim KSK Rochade Eupen-Kelmis.
In der deutschen Schachbundesliga spielt Chuchelov seit 2003 bei den Sportfreunden Katernberg. In der Saison 1991/92 war er als Ersatzspieler im Bundesligakader des Hamburger SK gemeldet, kam aber nur am Spitzenbrett der zweiten Mannschaft zum Einsatz.
In der niederländischen Meesterklasse spielte Chuchelov von 1999 bis 2001 bei der Bussums Schaakgenootschap, von 2001 bis 2006 für De Variant Breda und von 2007 bis 2012 bei der Hilversums Schaakgenootschap. Er wurde 2002, 2003, 2004, 2005, 2006, 2008, 2009, 2010 und 2011 niederländischer Mannschaftsmeister.
In Frankreich spielte Chuchelov von 2003 bis 2005 bei Mulhouse Philidor und von 2007 bis 2009 für Évry Grand Roque, mit dem er 2009 französischer Mannschaftsmeister wurde.